# Abrázame, oscuridad
Abrázame, oscuridad es una novela del autor estadounidense Dennis Lehane, segundo título de la saga protagonizada por los detectives privados de Boston, Patrick Kenzie y Angela Gennaro.

## Resumen del argumento
Los detectives privados de Boston, Patrick Kenzie y Angela Gennaro reciben el encargo de proteger al hijo de una eminente psiquiatra de las amaenazas de la mafia irlandesa de la zona. Cuando inician su trabajo aparece el cuerpo mutiliado de una amiga de la infancia de los dos detectives. Un asesinato que recuerda sospechosamente a otros crímenes sucedidos años atrás y por los que un hombre está encarcelado como asesino en serie. A medida que se sumergen en esta nueva investigación se darán cuenta de como aquellos asesinatos de su infancia y el actual, están relacionados con su pasado y el de sus propias familias.